# Марија Каповила
Марија Естер Ередија Лекаро де Каповила (шп. María Esther Heredia Lecaro de Capovilla; Гвајакил, 14. септембар 1889 — Гвајакил, 27. август 2006) била је еквадорска суперстогодишњакиња која је према гинисовој књизи рекорда носила титулу најстарије живе особе на свету у периоду од 29. маја 2004. до 27. августа 2006. године.

## Биографија
Марија Каповила рођена је као Марија Естер Ередија Лекаро у Гвајакилу, Еквадор, 14. септембра 1889. године.
1917. године, удала се за војног официра Антонија Каповилу који је преминуо 1949.
14. септембра 1999. године, прославила је свој 110. рођендан, поставши прва еквадорска суперстогодишњакиња.
29. маја 2004. године, након смрти 114-годишње Рамоне Тринидад Иглесијас Јордан из Порторика, постала је најстарија жива особа на свету.
Марија Каповила преминула је од упале плућа у Гвајакилу, Еквадор, 27. августа 2006. године, у доби од 116 година и 347 дана, само 18 дана пре свог 117. рођендана.